# گتسبی بزرگ (فیلم ۱۹۴۹)
گتسبی بزرگ (انگلیسی: The Great Gatsby) یک فیلم درام عاشقانه تاریخی آمریکایی محصول سال ۱۹۴۹ است که توسط الیوت نیوجنت کارگردانی شده و تهیه‌کنندگی آن را ریچارد مایبام بر عهده داشته‌است. فیلم‌نامه را ریچارد مایبام به‌همراه سیریل هیوم نوشته‌اند. بازیگران اصلی فیلم عبارت‌اند از: آلن لَد، بتی فیلد، مک‌دونالد کری، روث هاسی و بری سالیوان، و همچنین شلی وینترز و هوارد دا سیلوا که بعدها در نسخهٔ گتسبی بزرگ (فیلم ۱۹۷۴) نیز ظاهر شد. این فیلم بر پایهٔ رمان گتسبی بزرگ اثر اف. اسکات فیتزجرالد ساخته شده و وقایع آن در دوران پرهیاهوی عصر جاز در لانگ آیلند، نزدیک شهر نیویورک، می‌گذرد. داستان دربارهٔ ماجراجویی‌های میلیونر مرموز و قاچاقچی مشروب، جی گتسبی است که تلاش می‌کند با کمک پسرخالهٔ دیزی، نیک کاراوی، دل عشق سابقش دیزی بوشانن را دوباره به‌دست آورد.
در دههٔ ۱۹۴۰، پارامونت پیکچرز همچنان حقوق اقتباس از رمان فیتزجرالد را در اختیار داشت، چرا که پیش‌تر نسخه‌ای از فیلم را در سال ۱۹۲۶ تولید کرده بود (که اکنون مفقود شده‌است). ریچارد مایبام به ساخت اقتباس جدیدی از رمان علاقه‌مند شد و آلن لَد را که در فیلم O.S.S. (۱۹۴۶) نیز با او همکاری کرده بود، برای نقش گتسبی در نظر گرفت. اگرچه مایبام و لَد مشتاق ساخت فیلم بودند، مدیران پارامونت تردید داشتند، زیرا رمان هنوز در میان عموم محبوبیت گسترده‌ای نیافته بود. با وجود مخالفت استودیو، مایبام و لَد پافشاری کردند تا جایی‌که در سال ۱۹۴۶ پارامونت برنامهٔ ساخت فیلم را اعلام کرد. با این حال، موانعی در مسیر تولید پدید آمد؛ از جمله اینکه جوزف برین، رئیس اداره کد تولید، فیلم‌نامه را به‌دلیل «غیراخلاقی بودن» رد کرد.
فیلم‌نامه چندین بار بازنویسی شد تا نظر سانسورچی‌ها را جلب کند و عناصر اخلاقی به آن افزوده شد؛ عناصری که از رمان اصلی فاصله داشت. مایبام با اکراه این تغییرات را پذیرفت تا ساخت فیلم ممکن شود. سپس اختلافی میان کارگردان اولیه جان فارو و مایبام بر سر انتخاب بازیگر نقش دیزی پیش آمد؛ فارو خواهان جین تیرنی بود، در حالی که مایبام بتی فیلد را ترجیح می‌داد. این اختلاف باعث کناره‌گیری فارو و جایگزینی او با الیوت نیوجنت شد. (دختر فارو، میا فارو، بعدها در نسخهٔ ۱۹۷۴ نقش دیزی را بازی کرد.) فیلم در زمان اکران، نقدهای متفاوتی دریافت کرد؛ برخی از بازی‌ها تمجید کردند و برخی دیگر از انحراف آن از رمان انتقاد کردند.

## داستان
در سال ۱۹۴۸، نیک کاراوی میانسال با فلپر سابق، جردن بیکر ازدواج کرده و همراه او به دیدار آرامگاه دوست درگذشته‌شان جی گتسبی می‌رود. نیک در آنجا با حالتی خطابه‌گونه می‌گوید که زندگی گناه‌آلود گتسبی را تأیید نمی‌کند و با نقل قولی از کتاب امثال اعمال گتسبی را محکوم می‌کند: «راهی هست که در نظر انسان درست می‌نماید، اما سرانجامش راه‌های مرگ است.»
داستان به سال ۱۹۲۸، در دورهٔ ممنوعیت الکل در ایالات متحده، بازمی‌گردد. جی گتسبی، قاچاقچی مشروب، پس از کشتن دو گنگستر رقیب در تیراندازی خیابانی، ملکی در لانگ آیلند ساند می‌خرد تا مهمانی‌های شلوغ برگزار کند. او جردن بیکر، دوست دیزی را متقاعد می‌کند که در ازای دریافت رودستر دوسنبرگ، دیداری خصوصی میان او و دیزی را در کلبهٔ نیک ترتیب دهد. گتسبی و دیزی در دوران جنگ جهانی اول عاشق یکدیگر بودند. دیزی از گتسبی خواسته بود با او ازدواج کند، اما گتسبی خواسته بود صبر کنند تا او ثروتمند شود.
گتسبی که اکنون «امپراتوری تاریکی» را فرمان می‌راند، آرزو دارد بار دیگر به دیزی برسد. اما دیزی با تام بوشانن ثروتمندتر ازدواج کرده‌است. با وجود ازدواج، دیزی ناراضی است و از رابطهٔ همسرش با مایرتل ویلسون، همسر صاحب یک تعمیرگاه، آگاه است. دیزی به توجهات عاشقانهٔ گتسبی واکنش مثبتی نشان می‌دهد. آن‌ها همراه با جردن بیکر و نیک مدتی را در شهر می‌گذرانند. بعدها، در حال رانندگی با خودروی گتسبی، دیزی به‌طور تصادفی با مایرتل برخورد کرده و او را می‌کشد.
پس از بازگشت به خانه، دیزی نزد تام، نیک و جردن اعتراف می‌کند که او مایرتل را کشته‌است. تام، دیزی و جردن تصمیم می‌گیرند گتسبی را مقصر جلوه دهند، اما نیک مخالفت می‌کند و آن‌ها را ترک می‌کند. گتسبی که در ایوان ایستاده، این گفت‌وگو را می‌شنود.
ویلسون که گمان می‌کند تام مایرتل را کشته، به خانهٔ تام می‌رود. تام از افشای نام گتسبی خودداری می‌کند و ویلسون آنجا را ترک می‌کند. تام تلاش می‌کند با گتسبی تماس بگیرد تا او را از خطر آگاه کند، اما گتسبی پاسخ نمی‌دهد. در حالی‌که گتسبی در کنار نیک در استخر عمارتش گفت‌وگو می‌کند، زندگی گناه‌آلود خود را انکار می‌کند، اما در همان لحظه ویلسون از راه می‌رسد و او را به قتل می‌رساند. تنها نیک و جردن در مراسم خاک‌سپاری گتسبی حاضر می‌شوند. آن‌ها تصمیم می‌گیرند ازدواج کرده و به غرب میانه ایالات متحده نقل‌مکان کنند.

## بازیگران
- بتی فیلد
- مکدونالد کری
- روت هاسی
- بری سالیوان
- شلی وینترز
- هوارد داسیلوا
- هنری هال
- اد بگلی
- الن لاد